# Krajków (województwo dolnośląskie)
Krajków (niem. Kreika) – wieś w Polsce położona w województwie dolnośląskim, w powiecie wrocławskim, w gminie Żórawina.
W latach 1975–1998 miejscowość administracyjnie należała do województwa wrocławskiego.
W XIII wieku notowana jako należąca do mistrza Wilanda.
W okresie hitlerowskiego reżimu w latach 1937–1945 miejscowość nosiła nazwę Rohrquell.
Zobacz też: Krajków, Krajkowo